# Día Conmemorativo de las Víctimas del Nacionalsocialismo

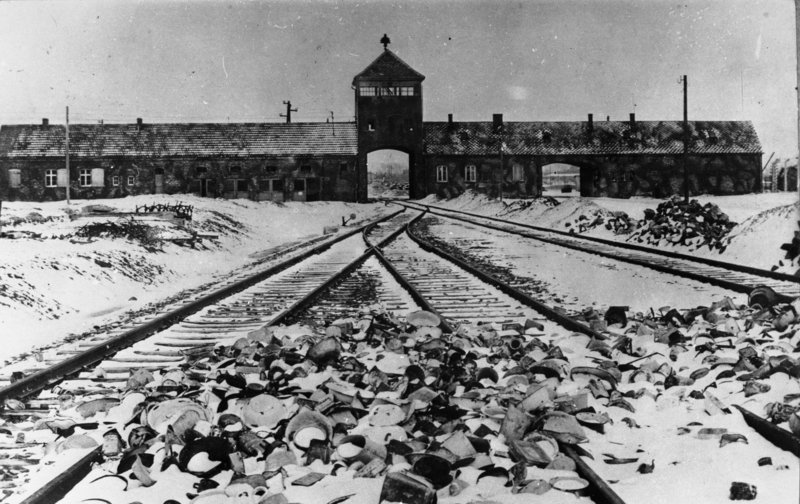
Vista desde dentro de la entrada al campo de Auschwitz.

El Día Conmemorativo de las Víctimas del Nacionalsocialismo (en alemán Tag des Gedenkens an die Opfer des Nationalsozialismus) tiene lugar en Alemania cada 27 de enero desde 1996. Conmemora el día de la liberación del campo de concentración de Auschwitz por el Ejército Rojo durante el último año de la Segunda Guerra Mundial. La Naciones Unidas declararon en el año 2005 ese día como el Día Internacional de Conmemoración en Memoria de las Víctimas del Holocausto.

## Aniversario en Alemania
El día sirve de homenaje a las víctimas de un régimen totalitario sin precedentes durante la Alemania nazi: 

judíos, cristianos, sinti, romaníes, discapacitados, homosexuales, opositores políticos, integrantes de la resistencia, científicos, artistas, periodistas, prisioneros de guerra, desertores, niños y ancianos del frente, personas forzadas a trabajar y a los millones de personas que fueron torturadas, privadas de sus derechos, perseguidas y asesinadas bajo el régimen de terror nacionalsocialista.
Norbert Lammert